# Perdigoto

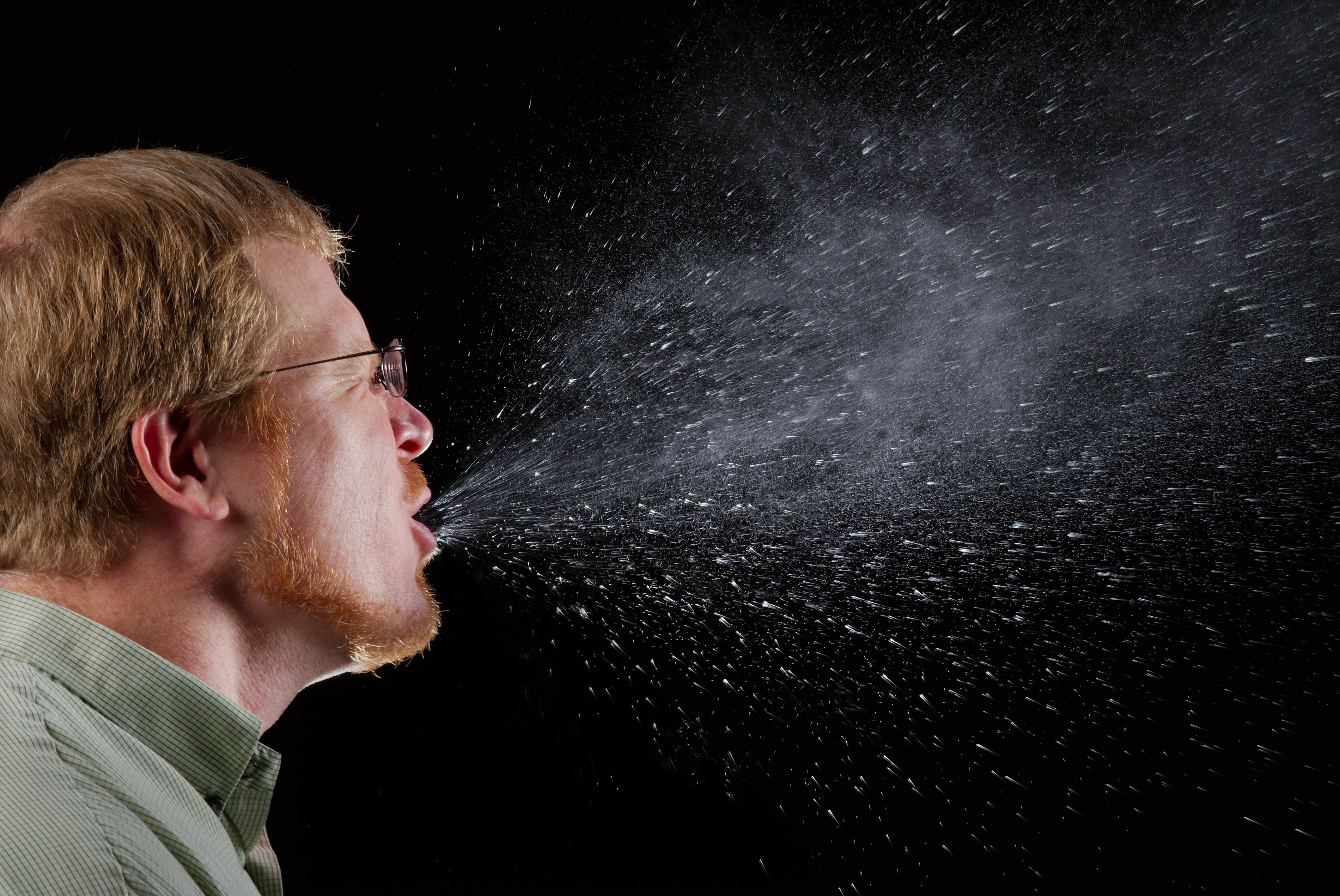

Os perdigotos ou gotículas de Flügge são gotículas contaminadas de saliva que são expelidas, geralmente através de um espirro, e que acabam por ser depositadas na conjuntiva, mucosa nasal, boca ou pele íntegra, produzindo colonização, podendo ser gerados ainda através da fala, tosse e na realização de procedimentos odontológicos geradores de aerossóis, aspiração e broncoscopia. São fonte de propagação de moléstias, como tuberculose, bactérias staphylococcus, COVID-19, dentre outras.